# Lopidea mohave
Lopidea mohave är en insektsart som beskrevs av Knight 1923. Lopidea mohave ingår i släktet Lopidea och familjen ängsskinnbaggar. Inga underarter finns listade i Catalogue of Life.